# Characidium serrano
Characidium serrano és una espècie de peix de la família dels crenúquids i de l'ordre dels caraciformes.

## Morfologia
- Els mascles poden assolir 5,4 cm de llargària total.
- Nombre de vèrtebres: 36.[5]

## Hàbitat
Viu en zones de clima temperat.

## Distribució geogràfica
Es troba a Sud-amèrica: conca del riu Uruguai al Brasil.